# Henrik Schwarz
Henrik Schwarz, né le 31 mai 1972, est un compositeur et musicien allemand de deep house. Il collabore régulièrement avec le duo Âme ainsi qu'avec Dixon et forme d'ailleurs avec ses trois compatriotes le groupe A Critical Mass.

## Biographie
Originaire du Sud de l'Allemagne, Henrik Schwarz commence à composer de la musique électronique en 1992. Il finit ses études en 1999 et déménage à Berlin où il travaille comme graphiste. Il y rencontre le Finlandais Klas-Henrik Lindblad, fondateur du label Moodmusic sur lequel sort Supravision EP. Ce maxi est remarqué par Gilles Peterson qui joue le morceau Marvin lors de son émission de radio. Lindbald et Schwarz fondent ensuite leur label, Sunday Music, ce qui permet à Schwarz de sortir ses deuxième (Jon) et troisième (Chicago) maxis. Le relatif succès du maxi Chicago décide Schwarz à abandonner le graphisme pour la musique. Jusqu'en 2005, ses morceaux passent quelque peu inaperçus, car édités pour la plupart en face B de maxis house connus seulement des amateurs les plus avertis. Son premier réel succès d'estime réside dans le remix du morceau Faces and Places qu'il réalise pour Wei Chi : il figure alors sur la compilation mixée et réalisée par M.A.N.D.Y. en 2005 en musique, Body Language.
Schwarz joue exclusivement live et est à ce titre positionné au 4e rang du classement annuel de Resident Advisor distinguant les meilleurs concerts de musique électronique en 2010 et 2011, après être déjà apparu en 2009 et 2008 aux 5e et 6e places de ce top.

## Discographie

### Solo

#### Albums
Sorti en 2007, cet album se situe à la croisée des chemins : entre album live, compilation et album studio, il résulte d'une tournée mondiale au cours de laquelle Henrik Schwarz a enregistré 16 pistes lors de concerts dans 16 villes différentes, avant de les retravailler en studio.

#### Compilations
Cette compilation sortie en 2006 est considérée comme un des moments forts de la série des DJ-Kicks. Le magazine Vibe, qui tient Schwarz pour un héritier de représentants de la « soul house » tels que Theo Parrish ou Moodymann, décrit ce mix comme étant une démonstration des évolutions naturelles du groove.

### Collaborations

#### Albums
Cet album consiste en une collaboration entre le piano de Bugge Wesseltoft d'un côté, et les rythmiques et programmations réalisées par Henrik Schwarz d'autre part. C'est le fruit d'une association entre deux musiciens ayant l'habitude de jouer ensemble depuis 2009. Duo fait la part belle à l'improvisation musicale et est constitué à la fois d'enregistrements réalisés lors de concerts et de morceaux issus de sessions en studio.